# Neoxyphinus barreirosi
Espèce
Neoxyphinus barreirosi est une espèce d'araignées aranéomorphes de la famille des Oonopidae.

## Distribution
Cette espèce se rencontre en Colombie en Amazonas, au Venezuela au Bolívar, au Guyana et au Brésil au Pará et en Amazonas,.

## Description
Le mâle holotype mesure 1,49 mm et la femelle paratype 1,58 mm.

## Étymologie
Cette espèce est nommée en l'honneur de José Augusto Pereira Barreiros (1977–2007).

## Publication originale
- Abrahim, Brescovit, Rheims, Santos, Ott, Bonaldo, 2012 : A Revision of the Neotropical Goblin Spider Genus Neoxyphinus Birabén, 1953 (Araneae, Oonopidae). American Museum novitates, no 3743, p. 1-75 (texte intégral).